# SM Town Week
SM Town Week là một lễ hội âm nhạc được tổ chức từ ngày 21 đến ngày 29 tháng 12 năm 2013 tại Trung tâm triển lãm quốc tế Hàn Quốc (KINTEX), Seoul, Hàn Quốc.Vé cho lễ hội này được bắt đầu bán chính thức vào ngày 12 tháng 12. Sự kiện gồm nhiều ca sĩ SM Town trình diễn suốt buổi hòa nhạc của họ: The Wizard của SHINee vào 21, Märchen Fantasy của Girls' Generation vào 22, Christmas Wonderland của f(x) và EXO vào 24 và 25, Time Slip của TVXQ vào 26 và 27, và Treasure Island của Super Junior vào 28 và 29.

## Danh sách các màn biểu diễn
Main Set

 OPENING VIDEO
1. "Hitchhiking"
2. "Nightmare"
3. "Dream Girl"
4. "Sherlock"

VIDEO INTERLUDE
1. Jonghyun và Key hợp tác biểu diễn
2. Minho biểu diễn solo
3. Taemin biểu diễn solo
4. "In Your Eyes" (trình diễn solo của Onew)
5. "Billie Jean" (trình diễn solo của Minho)
6. "Macarena" (Onew và Minho hợp tác biểu diễn)
7. "Sleepless Night"
8. "Honesty"
9. "In My Room"
10. "Run With Me"
11. "Dazzling Girl"

VIDEO INTERLUDE
1. "Get It"
2. "Get Down"
3. "Up & Down"
4. "Ready or Not"
5. "Lucifer" (Remix)
6. "Beautiful" (Remix)

VIDEO INTERLUDE
1. "Haru"
2. "Bodyguard"
3. "Magic Castle"
4. "Everybody"

VIDEO INTERLUDE
1. "Green Rain"
2. "Colorful"
3. "Selene 6.23"

Main Set

 <OPENING VIDEO>
1. "The Boys"
2. "Hoot"
3. "Express 999"
4. "Galaxy Supernova"
5. "Love & Girls"
6. "Romantic St."
7. "Love Melody"

<video INTERLUDE=''>
1. "Over the Rainbow" (Taeyeon, Sunny, Tiffany, và Yuri - trình diễn nhóm nhỏ)
2. "When You Wish Upon a Star" (Jessica, Hyoyeon, Sooyoung, Yoona, và Seohyun - trình diễn nhóm nhỏ)

<video INTERLUDE=''>
1. "A Whole New World" (Tiffany và Onew trình diễn song ca)
2. "My Grown Up Christmas List" (Taeyeon trình diễn solo)
3. "Kiss Me" (Seohyun trình diễn solo)
4. "Ma Boy" (Tiffany và Yuri song ca)
5. "Bloom" (Sunny trình diễn solo)
6. "24 Hours" (Sooyoung trình diễn solo)
7. "Miss Korea" (Jessica trình diễn solo)

<video INTERLUDE=''>
1. "Honey"
2. "Kissing You" (Christmas Remix)
3. "Gee" (Acapella Version)
4. "Santa Baby"
5. "Diamond"
6. "All I Want for Christmas is You"
7. "Magic Castle"

<video INTERLUDE=''>
1. "I Got a Boy"

<video INTERLUDE:='' Girls'='' Generation='' 2014='' Comeback='' Teaser=''>
1. "Snowy Wish"

Main Set
<video INTERLUDE=''>
1. "Nu ABO" - f(x)
2. "Airplane" - f(x)

<F(X) INTRODUCTIONS>
1. "La Cha Ta" - f(x)

<video INTERLUDE=''>
1. "Let Out the Beast" - EXO
2. "Black Pearl" - EXO

<EXO INTRODUCTIONS>
1. "History" - EXO
2. "No More" - f(x)
3. "Step" - f(x)
4. "Jet" - f(x)
5. "Peter Pan" - EXO-K
6. "3.6.5" - EXO-M
7. "Lucky" - EXO

<video INTERLUDE=''>
1. "Have Yourself a Merry Little Christmas" - Luna và Chen (cover)
2. "The First Snow" - EXO
3. "Christmas Day" - EXO

<video INTERLUDE=''>
1. "Rockin' Around the Christmas Tree" - f(x) (cover)
2. "Baby, Don't Cry" - Baekhyun, Chanyeol, D.O, Suho
3. "Thrift Shop" - Amber, Kris (cover)
4. Trình diễn Wushu - Tao
5. Biểu diễn nhảy - Krystal và Victoria
6. Biểu diễn nhảy - Lay và Se Hun
7. Biểu diễn nhảy - Kai
8. "Miracles in December" - Baekhyun, Chen, D.O, Lu Han
9. "Goodbye Summer" - Amber, D.O, Krystal, Luna
10. "Candy" - EXO-M (cover)
11. "Happiness" - EXO-K (cover)
12. "Pinocchio (Danger)" - f(x)
13. "Electric Shock" - f(x)
14. "Wolf" - EXO (remix)
15. "Mama" - EXO (remix)

<TALK>
1. "Magic Castle" - f(x) and EXO (cover)
2. "Rum Pum Pum Pum" - f(x) (remix)
3. "Growl" - EXO (remix)

<video INTERLUDE=''>
1. "Jingle Bell Rock" - f(x) và EXO (cover)

Main Set

 <Opening Video>
1. "Blue World" (Korean Version)
2. "Mr. Simple & Sexy, Free & Single"(Remix)

Ment
1. "Bonamana" (Rock Version)

<video Interlude='' (Pre-debut='' clips)=''>
1. "해야" (Donghae & Siwon stage)
2. "Confession" by 4Men (Shindong & Eunhyuk stage)
3. "뭘봐 (Close Your Mouth)" by M&D (Heechul solo stage featuring Henry on Volin)
4. "Guilty" by Dynamic Duo (Ryeowook & Kyuhyun stage)
5. Kangin solo stage
6. Sungmin solo stage
7. "I Believe" (Imitation stage)

<video Interlude='' (Dreams)=''>
1. "Miracle"

Ment
1. "Go" (Bản Hàn) (Super Junior-M)

Ment (Super Junior with Henry & Zhou Mi)
1. "Me" (Korean Version) (Super Junior-M)
2. "A-Oh!" (Korean Version) (Super Junior-M)
3. "Shake It Up!"(Remix)
4. "Oppa, Oppa"(Remix)
5. "Rockstar"(Remix)
6. "Still You" (Donghae & Eunhyuk)

Heechul & Kangin Ment
1. "내사랑내곁애 (My Love By My Side)" (Heechul & Kangin stage)

<video Interlude='' (Debut='' Videos)=''>

 Ryeowook & Kyuhyun Ment
1. Ryeowook solo stage
2. "Like the first time" by Sung Shi Kyung (Kyuhyun solo stage)
3. "Storm" (Sungmin, Donghae, Ryeowook & Kyuhyun stage)
4. "My All is in You"

<video Interlude='' (Airport='' fashion='' comic='' &='' Super='' Junior='' in='' 2023)=''>
1. " I will follow him" by Sister’s Act
2. "행복 (Happiness)"
3. "White Christmas"
4. "Magic Castle"
5. "Sorry, Sorry"(Encore)
6. "First Snow"(Encore)

## Lịch diễn
| Ngày                 | thành phố     | quốc gia | Địa điểm                                      | Nghệ sĩ               | Đêm diễn             |
| -------------------- | ------------- | -------- | --------------------------------------------- | --------------------- | -------------------- |
| Hàn Quốc             |               |          |                                               |                       |                      |
| 21 tháng 12 năm 2013 | Ilsan, Goyang | Hàn Quốc | Trung tâm triển lãm quốc tế Hàn Quốc (KINTEX) | SHINee                | The Wizard           |
| 22 tháng 12 năm 2013 | Ilsan, Goyang | Hàn Quốc | Trung tâm triển lãm quốc tế Hàn Quốc (KINTEX) | Girls' Generation     | Märchen Fantasy      |
| 24 tháng 12 năm 2013 | Ilsan, Goyang | Hàn Quốc | Trung tâm triển lãm quốc tế Hàn Quốc (KINTEX) | f(x) (ban nhạc) & EXO | Christmas Wonderland |
| 25 tháng 12 năm 2013 | Ilsan, Goyang | Hàn Quốc | Trung tâm triển lãm quốc tế Hàn Quốc (KINTEX) | f(x) (ban nhạc) & EXO | Christmas Wonderland |
| 26 tháng 12 năm 2013 | Ilsan, Goyang | Hàn Quốc | Trung tâm triển lãm quốc tế Hàn Quốc (KINTEX) | TVXQ                  | Time Slip            |
| 27 tháng 12 năm 2013 | Ilsan, Goyang | Hàn Quốc | Trung tâm triển lãm quốc tế Hàn Quốc (KINTEX) | TVXQ                  | Time Slip            |
| 28 tháng 12 năm 2013 | Ilsan, Goyang | Hàn Quốc | Trung tâm triển lãm quốc tế Hàn Quốc (KINTEX) | Super Junior          | Treasure Island      |
| 29 tháng 12 năm 2013 | Ilsan, Goyang | Hàn Quốc | Trung tâm triển lãm quốc tế Hàn Quốc (KINTEX) | Super Junior          | Treasure Island      |